# Dytryk (margrabia Marchii Północnej)
Dytryk (Teodoryk, niem. Theoderich, Dietrich von Haldensleben, zm. 25 sierpnia 985 r.) – margrabia Marchii Północnej, ojciec Ody, teść Mieszka I. Początkowo był hrabią na Schwabengau (na wschód od Quedlinburga), od 956 na Nordthüringgau, od 965 do 983 margrabią Marchii Północnej i od 966 hrabią na Derlingau (na wschód od Brunszwiku). Ze względu na swoje ziemie i tytuły oraz wpływy we wschodniej części imperium Ottonów, od 968 r. oficjalnie nosił tytuł dux i jest uważany za protoplastę saskiego rodu szlacheckiego Haldensleben.

## Biografia
W 965 roku, gdy po śmierci Gerona podzielono jego marchię, jej największa część przypadła Dytrykowi.
W 983 roku, na początku powstania Słowian połabskich, bronił Brenny, z której jednak musiał uchodzić.

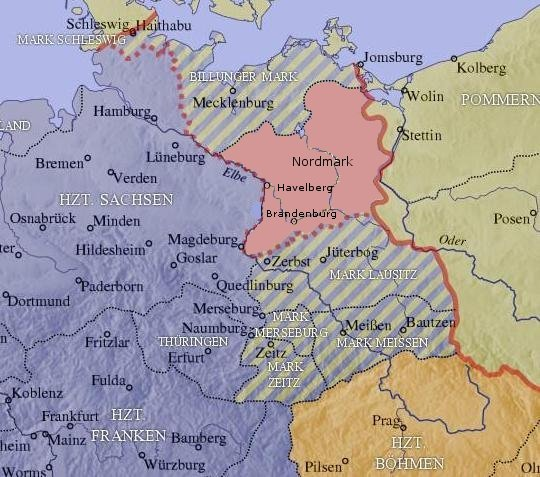
Marchia Północna w latach 965–983

## Potomstwo
Dytryk z Haldensleben ∞ córka Lotara I, hrabiego von Walbeck
1. Bernhard I, † ok. 1018,  margrabia Marchii Północnej (1009)
  1. Bernhard II, † 1044/51,  margrabia Marchii Północnej (1018-1044)
    1. Wilhelm, † 10 września 1056, margrabia Marchii Północnej (1044)
    2. Konrad, † 10 września przed 1056, hrabia Haldensleben
      1. Gertruda, † 21 lutego 1116, ∞ 1 Fryderyk, graf Formbach, ∞ 2 Ordulf, książę Saksonii z rodu Billungów

    3. Otto, † czerwiec 1057

  2. Othelendis, ∞ Dirk III, hrabia Fryzji (Holandii) (993-1039)
2. Thietberga, ∞ Dedo I z rodu Wettynów, zamordowany 13 listopada 1009
3. Oda, * przed 962, † 1023, ∞ Mieszko I, książę Polski
4. Matylda, ∞ Przybysław, książę Stodoran